# 宮津藩
宮津藩（みやづはん）は、江戸時代、丹後国にあった藩の一つ。京極高知の代は丹後一国を領したため丹後藩とも呼ばれた。藩庁は与謝郡宮津城（現在の京都府宮津市）に置かれた。

## 略史
慶長5年（1600年）、関ヶ原の戦い後に細川忠興が豊前小倉藩へ移されると、丹後国には信濃飯田藩より京極高知が田辺城に入り（幕府に届け出た正式な居城は宮津城）、丹後一国を領した（丹後藩）。のちに拠点を宮津城に移す。
高知の死後、嫡男の高広が第2代宮津藩主となり、三男の高三を田辺藩（舞鶴藩）に、甥で婿養子の高通を峰山藩に入れ、丹後に3藩を並立させた（本家の宮津藩に対して分家の2支藩を分知したとする見方もある）。したがって、幕末期までの宮津藩の領域は高広の時代に成立したといえる（ただし、時代により変動はあった）。高広の子高国は寛文6年（1666年）、幕府に悪政・一族不和などの不行跡を咎められ、改易となった（旧宮津藩京極家自体は高家旗本として存続した）。
幕府直轄を経て、寛文9年（1669年）、永井尚征が山城淀藩より入部した。奏者番となった第2代藩主・尚長は延宝8年（1680年）、第4代将軍・徳川家綱の葬儀が増上寺で行われた際、乱心した志摩鳥羽藩主・内藤忠勝に殺害された。尚長には嗣子がなく、永井家は改易となった。後に弟の直円に大和櫛羅藩1万石が与えられて再興している。
天和元年（1681年）、阿部正邦が武蔵岩槻藩より入部するが、元禄10年（1697年）には下野宇都宮藩に転出している。入れ替わりに同地より奥平昌成が入部し、同15年12月14日(1703年1月30日)、元禄赤穂事件が起こると宮津藩士が屋敷前で見張り、赤穂義士を尋問して鉄砲洲の旧・赤穂藩邸へ行けないようにしている。奥平家も享保2年（1717年）には豊前中津藩に転出する。
代わって信濃飯山藩より青山幸秀が入部した。第2代藩主・幸道は宝暦8年（1758年）、美濃郡上藩に移封となるなど、目まぐるしく入れ替わった。
遠江浜松藩より松平資昌が7万石で入って、ようやく藩主家は定着をみることとなった。松平（本庄）家の家祖・宗資は第5代将軍・綱吉の生母・桂昌院の異母弟ということで大名に取り立てられ、宗資の子資俊より松平姓を許された。同家は7代続き、うち2人が老中、1人が寺社奉行と幕閣の中枢に進出している。慶応4年（1868年）の鳥羽・伏見の戦いでは幕府方として戦ったが敗戦し、以後は明治政府に恭順した。
明治4年（1871年）廃藩置県により宮津県となり、豊岡県を経て京都府に編入された。藩主家の松平（本荘）家は明治2年に華族に列し、明治17年（1884年）に子爵となった。

## 宮津藩本荘家の家臣団
宮津藩本荘家の家臣の履歴は、京都府立総合資料館において古文書（宮津藩文書）が一般に公開されている。

## 歴代藩主

### 前史
丹後国守護
1. 丹後一色氏（1392年 - 1573年）

宮津城11万石（織田信長）
1. 細川藤孝（1573年 - 1582年、肥後細川家）
2. 細川忠興（1582年 - 1620年）

### 京極家
外様 12万3千石→7万8千石　（1600年 - 1666年）
1. 高知（たかとも）〔従四位下、丹後守・侍従〕
2. 高広（たかひろ）〔従四位下、丹後守〕分知により7万8千石
3. 高国（たかくに）〔従四位下、丹後守・侍従〕

### 幕府直轄領
（1666年 - 1669年）

### 永井家
譜代 7万3千石　（1669年 - 1680年）
1. 尚征（なおゆき）〔従五位下、右近大夫〕
2. 尚長（なおなが）〔従五位下、信濃守　奏者番〕

### 阿部家
譜代 9万9千石　（1681年 - 1697年）
1. 正邦（まさくに）〔従五位下、対馬守〕

### 奥平家
譜代 9万石　（1697年 - 1717年）
1. 昌成（まさしげ）〔従四位下、大膳大夫〕

### 青山家
譜代 4万8千石　（1717年 - 1758年）
1. 幸秀（よしひで）〔従五位下、大膳亮〕
2. 幸道（よしみち）〔従五位下、大和守〕

### 松平〔本庄〕家
譜代 7万石　（1758年 - 1871年）
1. 資昌（すけまさ）〔従五位下、伊予守〕
2. 資尹（すけただ）〔従五位下、大隅守〕
3. 資承（すけつぐ）〔従五位下、伊予守　寺社奉行〕
4. 宗允（むねただ）〔従五位下、大隅守〕
5. 宗発（むねあきら）〔従四位下、伯耆守・侍従　老中〕
6. 宗秀（むねひで）〔従四位下、伯耆守・侍従　老中〕
7. 宗武（むねたけ）〔従五位下、伯耆守〕

## 幕末の領地
- 丹後国
  - 中郡のうち - 7村
  - 竹野郡のうち - 28村
  - 与謝郡のうち - 84村
  - 加佐郡のうち - 11村
- 近江国
  - 栗太郡のうち - 1村
  - 野洲郡のうち - 2村
  - 甲賀郡のうち - 11村
  - 蒲生郡のうち - 6村

明治維新後に、与謝郡4村（旧幕府領）が加わった。

## 宮津県
宮津県（みやづけん）は、廃藩置県により1871年（明治4年）に設置された県。同年10月に豊岡県に統合され消滅した。県域は現在の宮津市や与謝郡に設置されていた。

### 沿革
- 1871年（明治4年）7月14日：廃藩置県により宮津藩（7万石）が宮津県として発足。
- 1871年（明治4年）11月22日：豊岡県に統合。
- 1876年（明治9年）8月22日：豊岡県廃止により京都府へ合併。